# Carlos Saura
Pour les articles homonymes, voir Saura (homonymie).
Carlos Saura Atarés, né le 4 janvier 1932 à Huesca (province de Huesca) et mort le 10 février 2023 à Madrid, est un réalisateur et scénariste de cinéma espagnol.
Il est l'un des cinéastes espagnols les plus influents et reconnus sur le plan international.

## Biographie
Originaire d'une famille d'artistes (sa mère est pianiste de concert, son frère Antonio Saura, peintre expressionniste abstrait reconnu), Carlos Saura développe pendant son enfance son sens artistique appliqué à la photographie. Parce que son père, un avocat originaire de Murcie, travaille comme fonctionnaire pour le ministère de l'Intérieur, la famille Saura s'installe à Barcelone, Valence, puis, en 1953, à Madrid. L'enfance de Saura est marquée par la guerre civile espagnole, dont il se souviendra pour l'évoquer dans certains de ses films en employant souvent le point de vue de l'enfance - reproduisant les jeux auxquels il jouait et les chansons qu'il chantait associés aux souvenirs plus sombres des bombardements, des exactions, de la faim, du sang et de la mort.
Les quatre frères et sœurs de la fratrie Saura reçoivent une éducation libérale très ouverte sur la culture et le monde. Un prêtre - un parent que ses parents ont protégé des extrémistes anticléricaux - apprend à lire au jeune Carlos. À la fin de la guerre, Saura est séparé de ses parents et renvoyé à Huesca pour vivre avec sa grand-mère maternelle et ses tantes. Il décrit ces proches comme des gens « de droite et très religieux » qui imposaient à l'enfant l'antithèse même de l'éducation libérale qu'il avait reçue en zone républicaine. Cette intolérance d'un milieu conservateur sur un jeune garçon sensible est évoquée avec force dans son film La prima Angelica (La Cousine Angélique) qui fit scandale à sa sortie en Espagne en 1974.
À Madrid, en 1957, Saura obtient le diplôme de réalisateur de l'Institut de recherches et d'études cinématographiques, dont il devient professeur jusqu'en 1963.
En 1957-1958 a lieu le tournage de son premier film documentaire, Cuenca. En 1960, dans son premier long-métrage de fiction, Los Golfos (Les Voyous), il décrit le problème de la délinquance des jeunes dans les quartiers démunis de Madrid. En 1963, avec le film Llanto por un bandido (Les Bandits), il réalise une reconstitution historique de l'Espagne après la défaite napoléonienne.
En 1966, son style, à la fois lyrique et documentaire, centré sur les problèmes des plus démunis, obtient la reconnaissance de la communauté internationale au Festival de Berlin, où il reçoit l'Ours d'argent pour son film La Caza (La Chasse).
En 1968, le réalisateur est à nouveau primé à Berlin par un Ours d'argent pour son film Peppermint frappé.
Les films La prima Angélica (1974) et Cría cuervos (1976), qui traitent avec subtilité de la société franquiste, reçoivent respectivement un prix spécial du jury au Festival de Cannes 1974 et le Grand prix du jury au festival de Cannes 1976.
En 1981, Deprisa, deprisa (Vivre vite !) remporte l'Ours d'or au festival international du film de Berlin.
Trois de ses films ont été nommés pour l'Oscar du meilleur film en langue étrangère : Mama cumple 100 años (« Maman fête ses cent ans ») en 1979 ; Carmen en 1984 et Tango en 1999.

### Reconnaissance
En 1991, Carlos Saura est enfin honoré dans son pays et reçoit les prix Goya du meilleur réalisateur et du meilleur scénario pour son film ¡Ay, Carmela! (1990).
Il est choisi comme réalisateur pour mettre en scène le film officiel des Jeux olympiques de Barcelone en 1992, Marathon.
En 1993, le ministère français de la Culture le distingue en le décorant de l'ordre des Arts et des Lettres.
Depuis, Carlos Saura est considéré comme l'un des grands réalisateurs classiques de l'histoire du cinéma contemporain européen. Il a su retracer l'évolution de la société lors de la transition démocratique espagnole et son opposition à la dictature franquiste.

### Vie privée
Marié trois fois, Carlos Saura a plusieurs enfants, dont deux hors mariage :
- 1er mariage, avec Adela Medrano (réalisatrice espagnole) :
  - Carlos Saura Medrano (1958)
  - Antonio Saura Medrano (1960)
- Liaison avec Geraldine Chaplin (actrice américaine) :
  - Shane Saura Chaplin (1974)
- 2e mariage, avec Mercedes Pérez :
  - Manuel Saura Pérez (1980)
  - Adrián Saura Pérez (1984)
  - Diego Saura Pérez (1987)
- 3e mariage, avec Eulalia Ramón (réalisatrice espagnole) :
  - Ana Saura Ramón (1994)

#### Mort
Carlos Saura meurt dans la matinée du 10 février 2023 à Madrid, à l'âge de 91 ans, alors qu'il devait recevoir un Goya d'honneur à Séville le lendemain. Il est incinéré.

## Filmographie
- 1956 : El pequeño río Manzanares (court métrage)
- 1957 : Après-midi de dimanche (La Tarde del domingo) (moyen métrage)
- 1958 : Cuenca (moyen métrage)
- 1960 : Les Voyous (Los Golfos)
- 1964 : Les Bandits (Llanto por un bandito)
- 1966 : La Chasse (La caza)
- 1967 : Peppermint frappé
- 1968 : Stress es tres, tres
- 1969 : La Madriguera
- 1970 : Le Jardin des délices (El jardín de las delicias)
- 1973 : Anna et les Loups (Ana y los lobos)
- 1974 : La Cousine Angélique (La prima Angélica)
- 1976 : Cría cuervos
- 1977 : Elisa, mon amour (Elisa, vida mía)
- 1978 : Les Yeux bandés (Los ojos vendados)
- 1979 : Maman a cent ans (Mamá cumple cien años)
- 1981 : Vivre vite ! (Deprisa, deprisa)
- 1981 : Noces de sang (Bodas de sangre)
- 1982 : Doux moments du passé (Dulces horas)
- 1982 : Antonieta
- 1983 : Carmen
- 1984 : Los zancos
- 1986 : L'Amour sorcier (El amor brujo)
- 1988 : El Dorado
- 1989 : La Nuit obscure (La noche oscura)
- 1990 : ¡Ay, Carmela!
- 1992 : El sur
- 1992 : Marathon
- 1992 : Sevillanas
- 1993 : Les Voyous (¡Dispara!)
- 1995 : Flamenco
- 1996 : Taxi de noche
- 1997 : Pajarico
- 1998 : Tango
- 1999 : Goya à Bordeaux (Goya en Burdeos)
- 2001 : Buñuel et la Table du Roi Salomon (Buñuel y la mesa del rey Salomón)
- 2002 : Salomé
- 2004 : Le Septième Jour (El séptimo día)
- 2005 : Iberia
- 2007 : Fados
- 2008 : Sinfonía de Aragón (court métrage)
- 2009 : Don Giovanni, naissance d'un opéra (Io, Don Giovanni)
- 2010 : Flamenco, Flamenco
- 2015 : Argentina (Zonda, folclore argentino)
- 2016 : Jota de Saura (J: Beyond Flamenco) (sur la jota)
- 2018 : Renzo Piano, an Architect for Santander
- 2021 : Goya 3 de mayo (court métrage sur le célèbre tableau de Goya)
- 2021 : Rosa Rosae. La Guerra Civil (court métrage d'animation)
- 2021 : Le Roi du monde (El rey de todo el mundo)
- 2022 : Las paredes hablan (documentaire)

## Publications

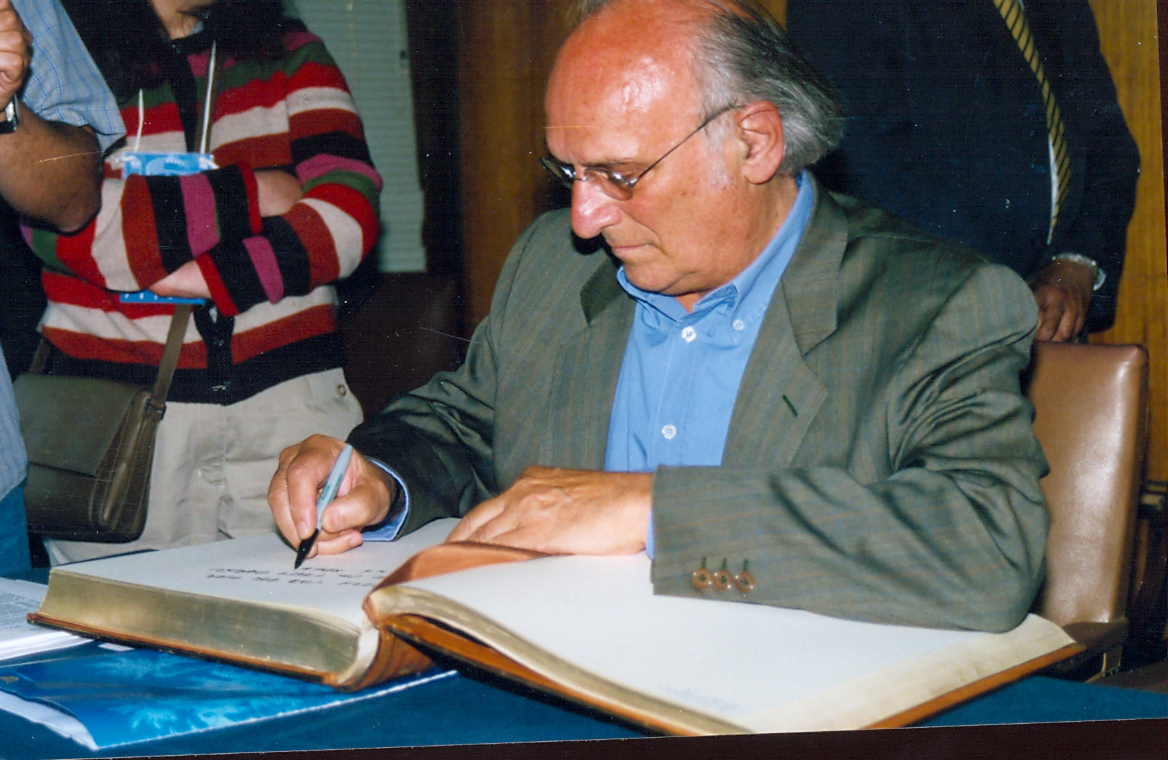
Carlos Saura en 2002.

- El Dorado (scénario), éditions Circulo de Lectores, Barcelone, 1987
- Pajarico solitario, 1997
- ¡Esa luz! (roman), Éditions Galaxia Gutenberg, Barcelone, 2000
- Buñuel y la mesa del rey Salomon (scénario), avec Agustin Sanchez Vidal, Éditions Galaxia Gutenberg, Barcelone, 2001
- Elisa, vida mia (roman), éditions Galaxia Gutenberg, Barcelone, 2004
- Flamenco, Éditions Galaxia Gutenberg, Barcelone, 2004
- Ausencias, 2017

### Photographie
- Carlos Saura, fotografo, años de juventud, (1949-1962), Éditions Galaxia Gutenberg, 2000 ; (fr) Éditions Filigranes, 2002.

## Distinctions

### Récompenses
- Festival de Saint-Sébastien 1958 : Mention spéciale (court métrage) pour Cuenca
- Berlinale 1966 : Ours d'argent du meilleur réalisateur pour La Chasse
- Berlinale 1968 : Ours d'argent du meilleur réalisateur pour Peppermint frappé
- Festival de Cannes 1974 : Prix spécial du jury pour La Cousine Angélique
- Festival de Cannes 1976 : Prix spécial du jury pour Cría cuervos
- Festival de Saint-Sébastien 1979 : Prix spécial du jury pour Maman a cent ans
- 1980 : Prix national de Cinématographie
- Berlinale 1981 : Ours d'or pour Vivre vite !
- 1991 : Médaille d'or du mérite des beaux-arts du ministère espagnol de l'Éducation, de la Culture et des Sports[6]
- Goyas 2023 : Prix Goya d'honneur

### Nominations
- César 1977 : César du meilleur film étranger pour Cría cuervos
- César 1984 : César du meilleur film étranger pour Carmen

#### Généralités
- Juan Antonio Gavilán Sánchez et Manuel Lamarca Rosales, Conversaciones con cineastas españoles, Servicio de Publicaciones de la Universidad de Córdoba, 2002

#### Sur Carlos Saura
- Enrique Braso, Carlos Saura, taller de Ediciones Josefina Betancor, Madrid 1974
- Marcel Oms, Carlos Saura, éditions Edilig, 1981
- Manuel Hidalgo, Carlos Saura, éditions JC, Madrid 1981
- Agustin Sanchez Vidal, El cine de Carlos Saura, Éditions Caja de Ahorros de la Inmaculada de Aragon, Saragosse 1988
- Henri Talvat, Le Mystère Saura, Éditions Climats, 1992
- Jésus Blanco et Ignacio Collado, Carlos Saura, 2 volumes, éditions Cuadernos de Atlante, Cordoba, 1993
- Agustin Sanchez Vidal, Retrato de Carlos Saura, Éditions Galaxia Gutenberg, Barcelone 1994
- Linda M. Willem, Carlos Saura, interviews, Éditions University Press of Mississippi, 2003
- Pascale Thibaudeau, Carlos Saura. Le cinéma en dansant, Presses universitaires de Rennes  (ISBN 978-2-7535-5248-7), 2017

#### Sur ses films
- Anna et les loups, découpage intégral plan par plan, L'Avant-Scène, novembre 1974
- Cria Cuervos, Elias Querejeta Ediciones, Madrid 1975
- Cria Cuervos, découpage intégral plan par plan et préface par Jean-Daniel Jolly Monge, L'Avant-Scène, octobre 1978
- “Elisa, vida mia” de Carlos Saura, par Blandine Perez-Vittoria, découpage et étude filmique, Éditions hispaniques, Paris 1983
- Lectures d'“Elisa, vida mia” de Carlos Saura, sous la direction de Duarte Mimoso-Ruiz, Institut d'études ibériques, Strasbourg 1983
- Goya en Burdeos, J.-C. Seguin, J.-P. Aubert, Grimh, 2008